# Bướm phượng Vương hậu Alexandra
Bướm phượng Vương hậu Alexandra (danh pháp khoa học: Ornithoptera alexandrae) là một loài bướm trong họ Bướm phượng thuộc chi Ornithoptera. Đây được xem là loài bướm lớn nhất trên thế giới, với những cá thể cái đạt sải cánh từ 25 cm đến 28 cm (9,8 in đến 11 in). Loài bướm này chỉ được tìm thấy trong các khu rừng xung quanh đồng bằng Popondetta của tỉnh Oro ở phía đông Papua New Guinea.
Loài này đang bị đe dọa và là một trong ba loài bướm được liệt kê trong Phụ lục I của CITES, khiến việc buôn bán loài này trở nên bất hợp pháp.

## Lịch sử
Loài này được phát hiện vào năm 1906 bởi nhà sưu tầm học Albert Stewart Meek. Ông được Walter Rothschild thuê để thu thập các mẫu vật lịch sử tự nhiên từ New Guinea. Vào năm 1907, Rothschild đã đặt tên cho loài bướm này để vinh danh vương hậu Alexandra của Đan Mạch.. Mặc dù mẫu vật đầu tiên được thu thập bằng một khẩu súng ngắn nhỏ, nhưng Meek đã sớm phát hiện và nhân giống hầu hết các mẫu vật đầu tiên. Vào thời Victoria và Edward, hộp đạn chứa đầy hạt mù tạc hoặc các loại đạn tấm, được thiết kế chủ yếu để bắn các loài chim nhỏ ở cự ly ngắn và không làm tổn hại đến bộ lông của chúng, đôi khi được các nhà sưu tập sử dụng để bắn hạ những con bướm bay cao và các loài bọ cánh cứng lớn trong các chuyến thám hiểm đến các nước nhiệt đới. Đến cuối năm 1907, Meek đã có thể thu thập tổng cộng 99 mẫu vật của loài này, bao gồm 35 cá thể bị bắt và 25 cá thể khác được nhân giống trong chuyến thám hiểm thứ hai.
Mặc dù hầu hết các nhà khoa học hiện nay phân loại loài này trong chi Ornithoptera, trước đây loài này đã được đặt trong chi Troides hoặc chi Aethoptera hiện không còn tồn tại. Năm 2001, nhà bướm học Gilles Deslisle đề xuất đặt nó trong phân chi của chính chi Ornithoptera (mà một số người đã coi nó là một chi); ban đầu ông đề xuất cái tên Zeunera, nhưng đây là một danh pháp đồng nghĩa của Ornithoptera được Piton đặt ra vào năm 1936, và tên thay thế sau này là Straatmana.

## Mô tả
Con cái có kích thước lớn hơn con đực với đôi cánh rộng hơn, tròn hơn rõ rệt. Con cái có sải cánh từ 25 cm đến 28 cm (9,8 in đến 11 in), chiều dài cơ thể là 8 cm (3,1 in) và khối lượng cơ thể lên tới 12 g (0,42 oz). Mặt trên màu nâu với các mảng màu trắng xếp thành hai hàng dạng hình chữ V. Mặt dưới có màu nâu với một đường viền dưới hình tam giác màu vàng ở giữa. Cơ thể có màu kem và có một phần lông nhỏ màu đỏ trên ngực màu nâu.
Con đực có sự dị hình giới tính nổi bật. Đôi cánh dài với các góc cạnh. Mặt trên màu xanh lục ánh kim với dải trung tâm màu đen. Mặt dưới màu xanh lá cây hoặc xanh lục lam với các đường gân đen. Con đực nhỏ hơn con cái. Bụng có màu vàng tươi. Sải cánh của con đực có thể dài khoảng 20 cm (8 in), nhưng thường là khoảng 16 cm (6,3 in). Con đực thuộc phân loài atavis có màu sắc rất sặc sỡ với những đốm vàng trên cánh sau. và con đực của phân loài diva thì có các các ô cánh màu xanh đậm, khác biệt so với màu xanh tiêu chuẩn. Cả hai giới đực và cái thường bị nhầm lẫn với O. priamus.

## Sinh vật học
Vòng đời của loài này lần đầu tiên được nghiên cứu vào năm 1967–1970 và được mô tả bởi nhà côn trùng học Birdwing Ray Stratman (1917–1987) vào năm 1971.

### Trứng
Trứng khá lớn và có màu vàng nhạt và dẹt ở gốc, được cố định vào bề mặt mà chúng được đẻ bằng một chất dịch màu cam sáng. Trong điều kiện thích hợp, bướm phượng Vương hậu Alexandra cái có khả năng đẻ hơn 240 quả trứng trong suốt cuộc đời của nó, mỗi lần để khoảng từ 15-30 quả trứng. Trứng bị tấn công bởi các loài kiến và các loài trong bộ Cánh nửa (mặc dù một số bài báo gộp chung bộ này với Heteroptera).
Trong một số trường hợp, con cái có thể đẻ trứng không phải trên cây chủ mà ở khoảng cách vài cm tính từ thân cây. Đẻ trứng cách cây chủ một khoảng cách ngắn có thể giúp bảo vệ chống lại ký sinh trùng. Khi vừa mới sinh, chúng thường ăn lá cây trước rồi mới đến vỏ trứng.

### Ấu trùng
Ấu trùng mới nở ăn vỏ trứng của chính nó trước khi ăn lá tươi. Ấu trùng có màu đen với các nốt sần sùi màu đỏ và có một dải màu kem ở giữa cơ thể.
Sau khi ăn vỏ trứng, chúng bắt đầu hút chất dinh dưỡng từ các loài cây thuộc chi Aristolochia (họ Aristolochiacea), bao gồm A. dielsiana, A. schlecteri và A. tagala. Ban đầu, chúng ăn lá tươi của cây chủ, cuối cùng gây ra bệnh vỏ cây cho các loài cây này trước khi hóa nhộng. Các loài cây thuộc họ Aristolochiaceae chứa acid aristolochic trong lá và thân của chúng. Đây được cho là một chất độc mạnh đối với động vật có xương sống và được ấu trùng tích lũy trong quá trình phát triển của chúng.

### Nhộng
Nhộng có màu vàng của vàng hoặc nâu vàng với các mảng màu đen. Nhộng của con đực có thể được phân biệt bằng một mảng đen mờ trên vỏ cánh; nó trở thành dải vảy cánh sau khi chúng trưởng thành và được gọi là hình thái giới tính. Thời gian để loài này phát triển từ trứng thành nhộng là khoảng sáu tuần, với giai đoạn nhộng mất một tháng hoặc hơn. Con trưởng thành chui ra khỏi kén vào sáng sớm khi độ ẩm vẫn còn cao, vì đôi cánh lớn của chúng có thể bị khô trước khi chúng nở ra hoàn toàn nếu độ ẩm giảm xuống.

### Trưởng thành
Con trưởng thành có thể sống từ ba tháng trở lên, với con đực có thể sống thêm ba tháng nữa trong tự nhiên và con cái lên đến sáu tháng. Loài này có ít kẻ thù tự nhiên vì trong cơ thể chúng có các chất độc được tích trữ trong thức ăn khi chúng là ấu trùng, ngoại trừ nhện dệt quả cầu lớn (Nephila) và một số loài chim nhỏ. Con trưởng thành ăn mật hoa tạo ra một bục rộng cho con trưởng thành đáp xuống, bao gồm cả các loài thuộc chi Dâm bụt. Những con trưởng thành bay rất mạnh vào sáng sớm và hoàng hôn khi chúng tích cực kiếm ăn ở những bông hoa.
Những con đực cũng bay xung quanh các khu vực của cây chủ để tìm những con cái mới xuất hiện vào sáng sớm. Con cái có thể được nhìn thấy đang tìm kiếm cây chủ trong hầu hết thời gian trong ngày. Những con đực tán tỉnh ngắn nhưng ngoạn mục; chúng lơ lửng phía trên một người bạn đời tiềm năng và tiết ra pheromone để kích thích giao phối. Những con cái dễ tiếp thu sẽ cho phép con đực hạ cánh và kết đôi, trong khi những con cái không dễ tiếp thu sẽ bay đi hoặc nói cách khác là không muốn giao phối. Con đực có tính bảo vệ lãnh thổ mạnh mẽ và sẽ không cho những con bướm hoặc/và các loài khác xâm nhập và thậm chí đôi khi đuổi theo chúng. Loài này thường bay cao trong tán rừng nhiệt đới, nhưng cả hai giới đều hạ xuống cách mặt đất trong vòng vài mét khi kiếm ăn hoặc đẻ trứng.

## Phân loài
- Ornithoptera alexandrae f. atavis Rumbucher, 1973[24]
- Ornithoptera alexandrae f. diva Schäffler, 2001[24]

## Các mối đe dọa và bảo tồn
Loài bướm phượng Vương hậu Alexandra được IUCN liệt kê vào danh sách các loài có nguy cơ tuyệt chủng, bị giới hạn ở khoảng 100 km2 (40 dặm vuông Anh) của rừng nhiệt đới ven biển gần Popondetta, tỉnh Oro, Papua New Guinea, mặc dù các báo cáo cho thấy mẫu vật đầu tiên mà Meek thu thập được ghi nhận vào tháng 1 năm 1906 từ một nơi điển hình gần Biagi ở đầu nguồn sông Mambare. Tuy nhiên, nó rất phong phú tại địa phương và cần có rừng nhiệt đới phát triển lâu đời để tồn tại lâu dài. Mối đe dọa chính đối với loài này là sự phá hủy môi trường sống của các đồn điền cọ dầu, mở rộng đất nông nghiệp và khai thác gỗ. Tuy nhiên, vụ phun trào của núi Lamington gần đó vào những năm 1950 đã phá hủy một khu vực rộng 250 km2 trong môi trường sống trước đây của loài này và là lý do chính dẫn đến tình trạng hiếm gặp hiện nay.
Loài này được các nhà sưu tập đánh giá cao và vì sự quý hiếm của nó, loài bướm này được bán với giá rất cao trên thị trường chợ đen, theo báo cáo là 8.500-10.000 đô la Mỹ tại Hoa Kỳ vào năm 2007. Năm 2001, nhà nghiên cứu nổi tiếng người Canada, Gilles Deslisle, đã bị phạt 50.000 đô la Canada vì nhập khẩu trái phép sáu mẫu vật của loài này. Năm 2007, "kẻ buôn lậu bướm toàn cầu" Hisayoshi Kojima đã nhận 17 tội danh sau khi bán một số loài bướm có nguy cơ tuyệt chủng, bao gồm một cặp bướm phượng Vương hậu Alexandra với giá 8.500 đô la Mỹ, cho một đặc vụ của Cục Cá và Động vật hoang dã Hoa Kỳ.
Những người sưu tập ban đầu thất vọng vì độ cao mà con trưởng thành bay vào ban ngày khiến việc sưu tập trở nên khó khăn và thường sử dụng súng ngắn để hạ mẫu vật, nhưng vì những người sưu tập yêu cầu mẫu vật chất lượng cao cho bộ sưu tập của họ nên hầu hết các mẫu vật đều được nuôi từ ấu trùng hoặc nhộng.
Mặc dù những người sưu tập thường liên quan đến sự suy giảm của loài này, nhưng sự phá hủy môi trường sống là mối đe dọa chính.
Loài này được liệt kê trong Phụ lục II của CITES vào năm 1986, và sau đó là Phụ lục I vào năm 1987. điều đó nghĩa là buôn bán thương mại quốc tế là bất hợp pháp. Tại cuộc họp năm 2006 của Ủy ban Động vật CITES, một số ý kiến đề xuất nên chuyển nó về Phụ lục II (cho phép hạn chế buôn bán loài này), vì lợi ích bảo tồn của quản lý bền vững có lẽ cao hơn so với lợi ích của lệnh cấm buôn bán. Đồng thời, loài này cũng được bảo vệ bởi luật pháp ở Papua New Guinea từ năm 1966.
Mẫu vật bướng phượng Vương hậu Alexandra tại bảo tàng.
- Cá thể đực, mặt trên.
- Cá thể đực, mặt dưới.
- Cá thể cái, mặt trên.
- Cá thể cái, mặt dưới.
- Nhộng, mặt ngang